# COVID-19-Pandemie in Tuvalu
Die COVID-19-Pandemie ist in Tuvalu ab Mai 2022 aufgetreten und damit erst fast zweieinhalb Jahre nachdem die pandemische Ausbreitung der neuartigen Atemwegserkrankung COVID-19- im Dezember 2019 in China ihren Ausgang nahm.  Der Inselstaat Tuvalu, eine parlamentarische Monarchie, war bis dahin einer von nur vier Staaten, die keine SARS-CoV-2-Infizierten offiziell nachgewiesen haben.

## Lage der Inseln

Lage des Inselstaats

Tuvalu ist ein Inselstaat im Pazifischen Ozean und Mitglied des Commonwealth of Nations. Die Inseln liegen im Südwesten des Pazifischen Ozeans, östlich von Papua-Neuguinea und nördlich von Neuseeland. Mit einer Gesamtfläche 25,66 Quadratkilometern ist Tuvalu mit seinen sechs Atollen und drei Inseln der viertkleinste Staat der Welt, der von etwa 11.000 Menschen bewohnt wird.
Tuvalu betreibt ein zentrales Krankenhaus mit wenig medizinischem Personal und unzureichender Ausrüstung. Die Regierung von Tuvalu erklärte ab März 2020 einen Notstand und bereitete das Gesundheitssystem auf kommende Infektionsfälle vor, dabei wurden Quarantänebaulichkeiten und Gesundheitsüberwachungsmaßnahmen, Kommunikationsmöglichkeiten mit der Öffentlichkeit aufgebaut und Helfer auf die Unterstützung der Krankenpflege vorbereitet.

## Maßnahmen
Die Regierung von Tuvalu gründete gegen Ende Januar 2020 eine COVID-19 Health Taskforce, als ein nationaler Notstand im Zusammenhang mit dem Zyklon Tino ausgerufen worden war. Einreisende, die sich in den letzten 30 Tagen davor in China aufgehalten haben, werden abgewiesen.
Am 3. März 2020 wurden die Grenzen geschlossen, nur noch Flüge von und nach Fidschi, Kiribati, Vanuatu, Salomonen, Samoa und Tonga waren möglich, was den Flugverkehr erheblich reduzierte. Einreisende, die aus Ländern kommen, die von der WHO als high risk country eingestuft sind, müssen ein medizinisches Gutachten vorlegen, das maximal drei Tage alt sein darf. Personen, die aus Ländern mit der niedrigeren Stufe high risk einreisen wollen, haben ein medizinisches Gutachten vorzulegen, das höchstens fünf Tage alt sein darf. Die Gesundheitsüberprüfung fanden im Flughafen Funafuti und im Seehafen von Funafuti auf Tuvalu sowie auf dem Flughafen Nausori auf den Fidschis und Flughafen Tarawa auf Kiribati statt.
Am 20. März 2020 erklärte der Generalgouverneur der Regierung von Tuvalu den staatlichen Notstand bzw. den Ausnahmezustand für die Atolle, weil auf Fidschi die erste SARS-CoV-2-Infektion festgestellt wurde. Der Ausnahmezustand galt bis auf Weiteres zunächst für 14 Tage. Im Rahmen der Erklärung wurden öffentliche Versammlungen auf maximal 10 Personen begrenzt. Für Tuvalu ist Fidschi der wichtigste Startpunkt für Flugzeuge und Schiffe, die Lebensmitteln, Medizin und medizinische Hilfe sowie Treibstoffe von dort nach Tuvalu transportieren. Medizinische Untersuchungen und zwei Wochen Quarantäne gelten für alle Ankommenden. Eine Ausgangssperre wurde verkündet, Schulen geschlossen, Kirchgänge verboten und harte Strafen wurden über Personen verhängt, die Falsch-Nachrichten über Viren verbreiten. Der letzte Flug fand am 21. März 2020 statt. 56 Passagiere mussten nach ihrer Landung in Quarantäne. Die Grenzschließung hat Auswirkungen auf die Lebenslage der Inselbewohner, die Regierung beabsichtigt, die Wirtschaft durch Kredite zu stützen. Eine Sicherung der Lebensmitteltransporte von Fidschi besteht. Den lokalen Anbau von Lebensmitteln unterstützt die Regierung mit einem Lebensmittel-Sicherungsplan, sie gab Saatgut aus, unterstützt die lokale Landwirtschaft und empfiehlt, eine Vorratswirtschaft aufzubauen. Man verspricht sich auch durch den Aufbau einer lokalen Landwirtschaft zur eigenen Lebensmittelproduktion eine bessere Gesundheit der Bevölkerung.